# Darug (Sprache)
Darug, auch Dharug, ist eine ausgestorbene Sprache der australischen Aborigines vom Stamm der Darug, die in der Region von Sydney in New South Wales gesprochen wurde. Sie gehörte zu den Pama-Nyungan-Sprachen und zu der Familie Yuin-Kuric.
Ihr letzter Sprecher starb im späten 19. oder frühen 20. Jahrhundert; ihre Bevölkerung wurde durch die Kolonisation Australiens durch die Europäer reduziert. Die Sprache kennt man heute nur aus geschriebenen Aufzeichnungen.

## Name
Der Name der Sprache im Endonym der Darug ist unbekannt. Der Dialekt der Küste ist auch als Iyora (oder Iora, Eora) bezeichnet worden, was "Mensch" heißt, wohingegen der Dialekt im Inland als Dharug (oder Darug, Dharuk, Dharruk) bezeichnet wurde, dessen Herkunft und Bedeutung unbekannt ist. Beide Namen werden auch bezogen auf alle Dialekte der Sprache gemeinsam genutzt.

## Phonologie

### Konsonanten
|           | Peripher | Peripher | Laminal | Laminal  | Apikal    | Apikal |
| Bilabial  | Velar    | Palatal  | Dental  | Alveolar | Retroflex |        |
| --------- | -------- | -------- | ------- | -------- | --------- | ------ |
| Plosiv    | b        | k        | c       | t̪        | t         |        |
| Nasal     | m        | ŋ        | ɲ       | n̪        | n         |        |
| Lateral   |          |          | ʎ       |          | l         |        |
| Rhotisch  |          |          |         |          | r         | ɻ      |
| Halbvokal | w        | w        | j       |          |           |        |

### Vokale
|      | vorne | hinten |
| ---- | ----- | ------ |
| hoch | i     | u      |
| tief | a     | a      |

Die Sprache hatte möglicherweise Unterschiede in der Vokallänge, aber die ist schwierig aus den vorhandenen Daten zu bestimmen.

## Wörter in Englisch
Beispiele von Darug-Wörtern, die ins Englische übernommen wurden:
- Tiernamen: Dingo, Koala und Wallaby
- Bäume und Pflanzen: Burrawang, Kurrajong und Waratah
- Werkzeuge: Boomerang und Woomera[4]